# Віденський лагер
Віденський лагер (Vienna lager) — вид пива, різновид європейського бурштинового лагеру (European Amber Lager).

## Історія
Оригінальний віденський бурштиновий лагер створив австрієць Антон Дреєр (Anton Dreher) у 1840 році. Дреєр заснував велику пивоварну компанію у Відні, а пізніше відкрив пивоварні у Будапешті, Трієсті. У 1930-их роках віденська пивоварня збанкрутувала, виробництво в Австрії віденського пива припинилось, але знайшло нове життя в Мексиці, куди його перенесли Сантьяго Граф (Santiago Graf) та інші австрійські пивовари-іммігранти наприкінці XIX століття.
Відродився в Австрії на початку 1990-х років.

## Характеристики

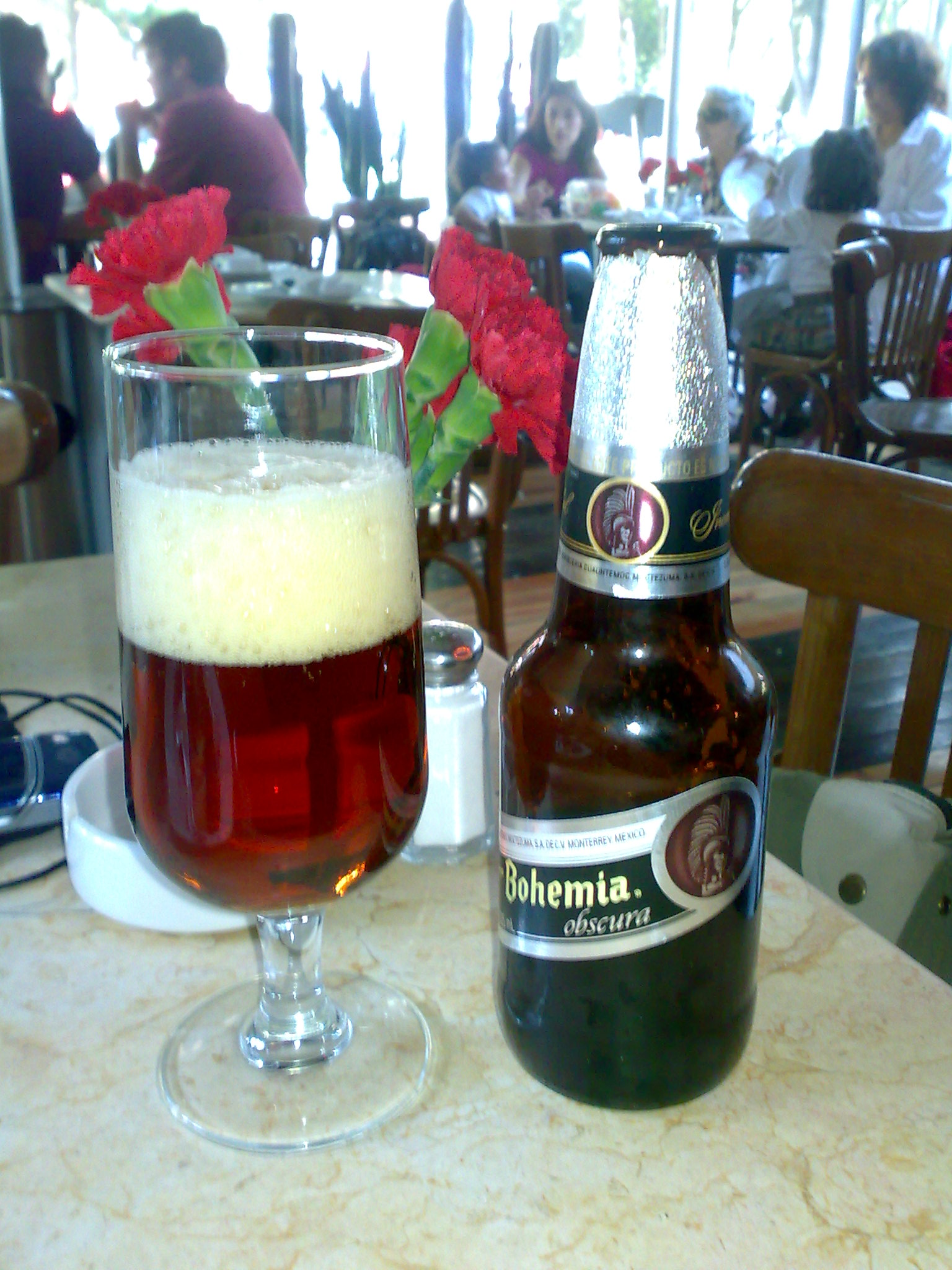
Bohemia obscura

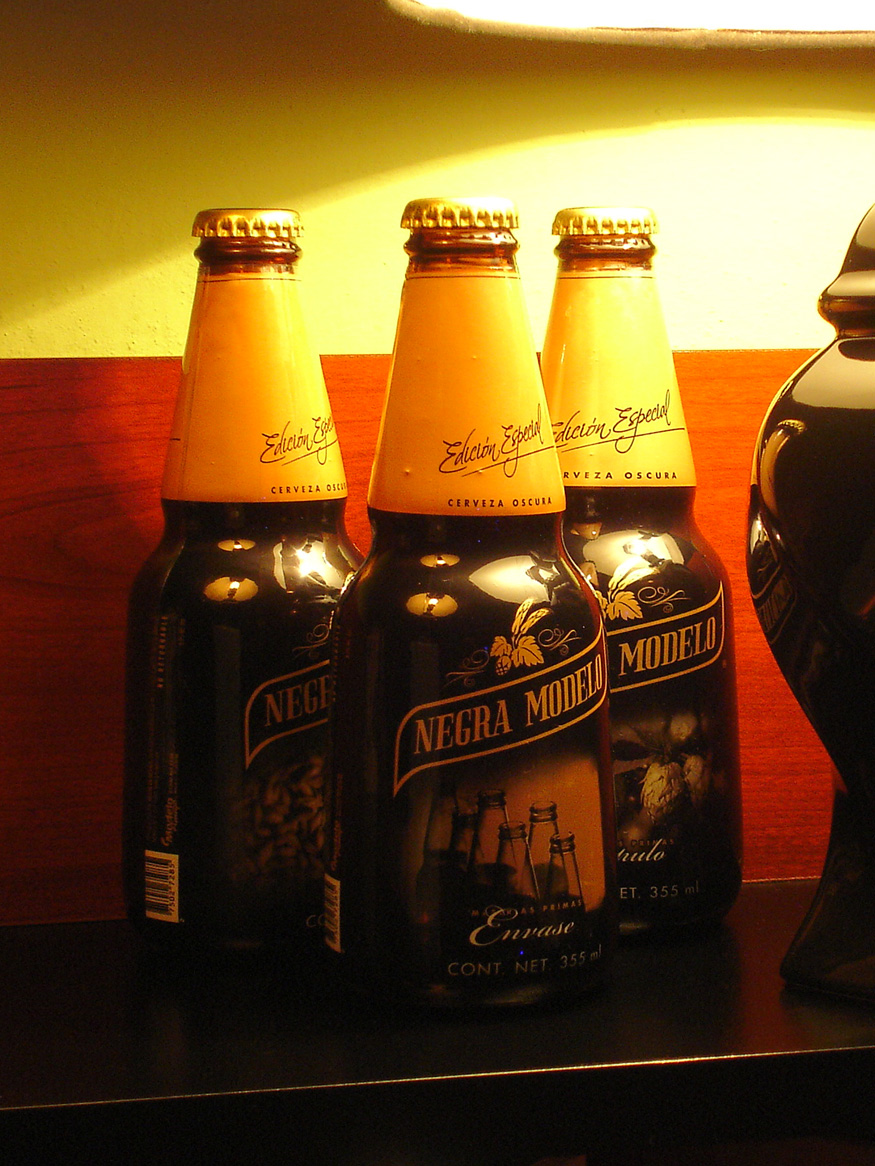

Відзначається використанням віденського солоду та благородного європейського хмелю. Американські версії є більш міцними, сухими й гіркими, у той час, як європейські, як правило, солодкі.
Має яскраво-червоний колір від бурштинового до мідного, прозорість, стійку жовту піну, насичений солодовий смак і аромат віденського або мюнхенського солоду з хмелевими нотками.
Багато мексиканських бурштинових та темних лагерів у минулому були автентичними, але сьогодні нагадують більше солодкий, з великою кількістю добавок темний американський лагер.
Вміст спирту: 4,5—5,7 %.

## Марки
Приклади торгових марок:
- Австрія — Ottakringer Wiener Original, Schloss Eggenberg Nessie, Stiegl-Ambulanz Wiener Lager, Gusswerk Wiener Lager, Gablitzer Wiener Lager, Brew Age Malzstrasse
- Німеччина — Altstadthof Rotbier, Bierfabrik Berlin Rotbier, Fallersleben Rotbier, Brauerei Wagner Kupferstich Rotbier, St. Michaelis Rotbier
- Мексика — Noche Buena, Negra Modelo
- США — Great Lakes Eliot Ness, Samuel Adams Vienna Style Lager, Old Dominion Aviator Amber Lager, Gordon Biersch Vienna Lager, Capital Wisconsin Amber